# Carlos V. Puig
Carlos V. Puig (fallecido en 1985) fue un político uruguayo perteneciente al Partido Nacional.

## Biografía
Militante en el Herrerismo. Inicia su actuación parlamentaria al ser electo diputado por el departamento de Florida para el periodo 1951-1955. En el siguiente periodo es electo diputado por el departamento de Flores; durante este periodo se destacó por interpelar al ministro de Ganadería colorado Joaquín Aparicio.
En las elecciones de 1958 es electo diputado por el departamento de Lavalleja. Sin embargo, en esta última ocasión renuncia a la banca: el recién instalado Consejo Nacional de Gobierno con mayoría blanca le ofrece el Ministerio de Ganadería y Agricultura. Cumple dicha función durante todo el periodo, de 1959 a 1963.
En un hecho inusual, durante 1960 ocupa además, simultáneamente, la titularidad del Ministerio del Interior, lo cual demuestra la relevancia que tenía Puig al interior del gobierno.
Entre otras posturas, se caracterizó por su oposición a la posesión de inmuebles rurales por parte de sociedades anónimas por acciones al portador, alegando que podría servir de pretexto para extranjerizar la tierra. Postura que sería mantenida vehementemente por su sucesor en el cargo, Wilson Ferreira Aldunate.
En las elecciones de 1962 se postula al Consejo por la lista del Herrero-Ruralismo, sin resultar electo.